# Associazione Sportiva Edera Pula
Associazione Sportiva Edera, hrvatski bivši nogometni klub iz Pule.
Dio športskog društva Edera, osnovanog kolovoza 1910. godine. Ederino članstvo bilo je iz radničkih slojeva. Okupljalo je Puljane sklone socijalističkim idejama. Edera je imala igralište na mjestu današnjeg pomoćnog igrališta Gradskoga stadiona, legendarne Karbonine. Uredila ga je i otvorila ga je 2. siječnja 1912. godine. Na dan otvaranja odigrala je utakmicu protiv Polesea. Edera je bila politički nepodobna zbog širenja socijalističkih ideja, pa je cijelom športskom društvu zabranjeno djelovanje kolovoza 1912. godine. Igrači su većinom prešli u Circolo Sportivo Internazionale i FC Polese.
Tijekom Prvoga svjetskog rata zamire puljski športski život. Za rata je zabranjeno osnivanje klubova. Poslije rata športski se život vraća. Odigravaju se prijateljske utakmice u Puli. Od 1920. godine puljski klubovi natječu se u prvenstvu Julijske Venecije.  Aktivnosti športskog društva Edere obnavljaju se studenoga 1921. godine. Najveći rival bio je profašistički Grion. Svaki je susret na terenu iskazivao suprotstavljena politička opredjeljenja među igračima i pogotovo u uvijek punom gledalištu. Godine 1923. politički interesi fašističkih vlasti kroje sastav rivala. Spojili su profašistički Fascio Giovanni Grion, i klub športaša koji se nisu htjeli priključiti profašističkom Grionu Unione Sportiva Polese u jedan klub, Unione Sportiva G. Grion. Uskoro je Edera po drugi put zabranjena. Bilo je to 1926. godine.
Edera je okupljala i Hrvate i Talijane.